# NGC 5634
NGC 5634 ist die Bezeichnung eines Kugelsternhaufens im Sternbild Jungfrau. NGC 5634 hat eine Helligkeit von etwa 9,5 mag und einen Winkeldurchmesser von 5,5 Bogenminuten. Die Entfernung beträgt etwa 27 Kiloparsec.
Es wird aufgrund der Ähnlichkeit des Orbits eine Verbindung des Haufens mit der Sagittarius-Zwerggalaxie vermutet. Demnach hätte der Haufen zu der Zwerggalaxie gehört, bevor sie von der Gravitation der Milchstraße zerrissen wurde.
Das Objekt wurde am 5. März 1785 von William Herschel.